# Estació de Sant Antoni
Sant Antoni és una estació de la L2 del Metro de Barcelona situada sota la Ronda Sant Antoni entre els districtes de Ciutat Vella i l'Eixample de Barcelona i es va inaugurar el 1995 com a capçalera del primer tram de la L2 entre Sant Antoni i Sagrada Família.
Es preveu que desviaran la línia des de Sant Antoni cap a Poble Sec, i tancaran aquest tram.
| Metro de Barcelona              |           |       |             |                        |
| Procedència/Destinació          | <         | Línia | >           | Procedència/Destinació |
| Paral·lel                       | Paral·lel |       | Universitat | Badalona Pompeu Fabra  |
| Projectat                       |           |       |             |                        |
| Aeroport T1                     | Poble Sec |       | Universitat | Badalona Pompeu Fabra  |
| Font recorregut: PDI 2009-2018. |           |       |             |                        |

## Vegeu també

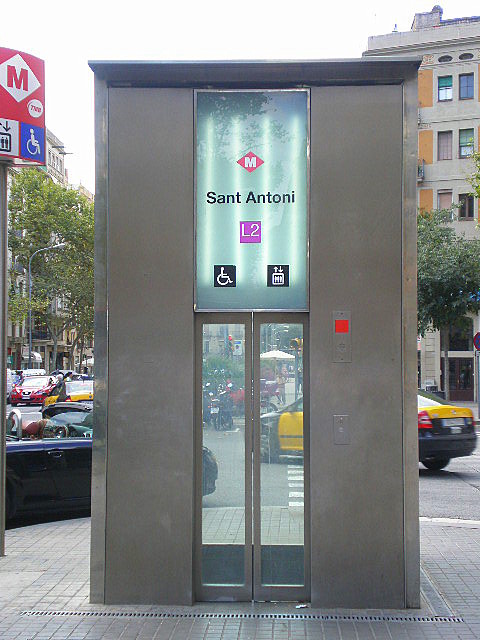
Ascensor de l'estació de Sant Antoni

## Accessos
- Ronda Sant Antoni
- Carrer Comte d'Urgell